# Collegio di Lewisham Deptford
Lewisham Deptford è stato un collegio elettorale situato nella Grande Londra, e rappresentato alla Camera dei comuni del Parlamento del Regno Unito. Eleggeva un membro del parlamento con il sistema first-past-the-post, ossia maggioritario a turno unico; il collegio è stato abolito in occasione della revisione periodica del 2024.

## Estensione
- 1974-1983: i ward del borgo londinese di Lewisham di Brockley, Deptford, Drake, Grinling Gibbons, Ladywell, Marlowe e Pepys.
- 1983-2010: i ward del borgo londinese di Lewisham di Blythe Hill, Crofton Park, Drake, Evelyn, Grinling Gibbons, Ladywell, Marlowe e Pepys.
- 2010-2024: i ward del borgo londinese di Lewisham di Brockley, Crofton Park, Evelyn, Ladywell, Lewisham Central, New Cross e Telegraph Hill.

Il collegio copre la parte nord e nord-occidentale del borgo londinese di Lewisham.
La quota revisione periodica dei collegi di Westminster, che ridisegnò questo collegio nel 2010, portò anche alla creazione di un nuovo collegio inter-borough di Lewisham West and Penge, costituito da ward elettorali di Lewisham e Bromley.

## Membri del parlamento
| Elezione | Elezione       | Deputato         | Partito          |
| -------- | -------------- | ---------------- | ---------------- |
|          | Feb 1974       | John Silkin      | Laburista        |
| 1983     | Joan Ruddock   |                  | Laburista        |
| 2015     | Vicky Foxcroft |                  | Laburista        |
|          | 2024           | Collegio abolito | Collegio abolito |

## Elezioni

### Elezioni negli anni 2010
| Partito                    | Partito                                | Candidato                  | Risultati 12 dicembre 2019 | Risultati 12 dicembre 2019 |
| Partito                    | Partito                                | Candidato                  | Voti                       | %                          |
| -------------------------- | -------------------------------------- | -------------------------- | -------------------------- | -------------------------- |
|                            | Laburista                              | Vicky Foxcroft             | 39 216                     | 70,83                      |
|                            | Conservatore                           | Gavin Haran                | 6 303                      | 11,38                      |
|                            | Lib Dem                                | Bobby Dean                 | 5 774                      | 10,43                      |
|                            | Verdi                                  | Andrea Carey Fuller        | 3 085                      | 5,57                       |
|                            | Brexit                                 | Moses Etienne              | 789                        | 1,43                       |
|                            | Indipendente                           | Tan Bui                    | 130                        | 0,23                       |
|                            | Alliance For Green Socialism           | John Lloyd                 | 71                         | 0,13                       |
|                            |                                        |                            |                            |                            |
| Iscritti                   | Iscritti                               | Iscritti                   | 80 617                     | 100,00                     |
| ↳ Votanti (% su iscritti)  | ↳ Votanti (% su iscritti)              | ↳ Votanti (% su iscritti)  | 55 368                     | 68,68                      |
| ↳ Astenuti (% su iscritti) | ↳ Astenuti (% su iscritti)             | ↳ Astenuti (% su iscritti) | 25 249                     | 31,32                      |
|                            |                                        |                            |                            |                            |
|                            | Esito: collegio confermato a Laburista |                            |                            |                            |

| Partito                    | Partito                                | Candidato                  | Risultati 8 giugno 2017 | Risultati 8 giugno 2017 |
| Partito                    | Partito                                | Candidato                  | Voti                    | %                       |
| -------------------------- | -------------------------------------- | -------------------------- | ----------------------- | ----------------------- |
|                            | Laburista                              | Vicky Foxcroft             | 42 461                  | 77,04                   |
|                            | Conservatore                           | Melanie McLean             | 7 562                   | 13,72                   |
|                            | Lib Dem                                | Bobby Dean                 | 2 911                   | 5,28                    |
|                            | Verdi                                  | John Coughlin              | 1 640                   | 2,98                    |
|                            | Popoli Cristiani                       | Malcolm Martin             | 252                     | 0,46                    |
|                            | Animal Welfare                         | Laura McAnea               | 225                     | 0,41                    |
|                            | The Realists' Party                    | Jane Lawrence              | 61                      | 0,11                    |
|                            |                                        |                            |                         |                         |
| Iscritti                   | Iscritti                               | Iscritti                   | 78 468                  | 100,00                  |
| ↳ Votanti (% su iscritti)  | ↳ Votanti (% su iscritti)              | ↳ Votanti (% su iscritti)  | 55 112                  | 70,24                   |
| ↳ Astenuti (% su iscritti) | ↳ Astenuti (% su iscritti)             | ↳ Astenuti (% su iscritti) | 23 356                  | 29,76                   |
|                            |                                        |                            |                         |                         |
|                            | Esito: collegio confermato a Laburista |                            |                         |                         |

| Partito                    | Partito                                | Candidato                  | Risultati 7 maggio 2015 | Risultati 7 maggio 2015 |
| Partito                    | Partito                                | Candidato                  | Voti                    | %                       |
| -------------------------- | -------------------------------------- | -------------------------- | ----------------------- | ----------------------- |
|                            | Laburista                              | Vicky Foxcroft             | 28 572                  | 60,25                   |
|                            | Conservatore                           | Bim Afolami                | 7 056                   | 14,88                   |
|                            | Verdi                                  | John Coughlin              | 5 932                   | 12,51                   |
|                            | Lib Dem                                | Michael Bukola             | 2 497                   | 5,27                    |
|                            | UKIP                                   | Massimo DiMambro           | 2 013                   | 4,24                    |
|                            | People Before Profit                   | Helen Mercer               | 666                     | 1,40                    |
|                            | Popoli Cristiani                       | Malcolm Martin             | 300                     | 0,63                    |
|                            | TUSC                                   | Chris Flood                | 286                     | 0,60                    |
|                            | Democratic Reform                      | Phil Badger                | 74                      | 0,16                    |
|                            | Indipendente                           | David Harvey               | 30                      | 0,06                    |
|                            |                                        |                            |                         |                         |
| Iscritti                   | Iscritti                               | Iscritti                   | 73 428                  | 100,00                  |
| ↳ Votanti (% su iscritti)  | ↳ Votanti (% su iscritti)              | ↳ Votanti (% su iscritti)  | 47 426                  | 64,59                   |
| ↳ Astenuti (% su iscritti) | ↳ Astenuti (% su iscritti)             | ↳ Astenuti (% su iscritti) | 26 002                  | 35,41                   |
|                            |                                        |                            |                         |                         |
|                            | Esito: collegio confermato a Laburista |                            |                         |                         |

| Partito                    | Partito                                | Candidato                  | Risultati 6 maggio 2010 | Risultati 6 maggio 2010 |
| Partito                    | Partito                                | Candidato                  | Voti                    | %                       |
| -------------------------- | -------------------------------------- | -------------------------- | ----------------------- | ----------------------- |
|                            | Laburista                              | Joan Ruddock               | 22 132                  | 53,69                   |
|                            | Lib Dem                                | Tam Langley                | 9 633                   | 23,37                   |
|                            | Conservatore                           | Gemma Townsend             | 5 551                   | 13,47                   |
|                            | Verdi                                  | Darren Johnson             | 2 772                   | 6,72                    |
|                            | Alternativa Socialista                 | Ian Page                   | 645                     | 1,56                    |
|                            | Popoli Cristiani                       | Malcolm Martin             | 487                     | 1,18                    |
|                            |                                        |                            |                         |                         |
| Iscritti                   | Iscritti                               | Iscritti                   | 67 058                  | 100,00                  |
| ↳ Votanti (% su iscritti)  | ↳ Votanti (% su iscritti)              | ↳ Votanti (% su iscritti)  | 41 220                  | 61,47                   |
| ↳ Astenuti (% su iscritti) | ↳ Astenuti (% su iscritti)             | ↳ Astenuti (% su iscritti) | 25 838                  | 38,53                   |
|                            |                                        |                            |                         |                         |
|                            | Esito: collegio confermato a Laburista |                            |                         |                         |

### Elezioni negli anni 2000
| Partito                    | Partito                                | Candidato                  | Risultati 5 maggio 2005 | Risultati 5 maggio 2005 |
| Partito                    | Partito                                | Candidato                  | Voti                    | %                       |
| -------------------------- | -------------------------------------- | -------------------------- | ----------------------- | ----------------------- |
|                            | Laburista                              | Joan Ruddock               | 16 902                  | 55,61                   |
|                            | Lib Dem                                | Columba Blango             | 5 091                   | 16,75                   |
|                            | Conservatore                           | James Cartlidge            | 3 773                   | 12,41                   |
|                            | Verdi                                  | Darren Johnson             | 3 367                   | 11,08                   |
|                            | Alternativa Socialista                 | Ian Page                   | 742                     | 2,44                    |
|                            | UKIP                                   | David Holland              | 518                     | 1,70                    |
|                            |                                        |                            |                         |                         |
| Iscritti                   | Iscritti                               | Iscritti                   | 58 390                  | 100,00                  |
| ↳ Votanti (% su iscritti)  | ↳ Votanti (% su iscritti)              | ↳ Votanti (% su iscritti)  | 30 393                  | 52,05                   |
| ↳ Astenuti (% su iscritti) | ↳ Astenuti (% su iscritti)             | ↳ Astenuti (% su iscritti) | 27 997                  | 47,95                   |
|                            |                                        |                            |                         |                         |
|                            | Esito: collegio confermato a Laburista |                            |                         |                         |

| Partito                    | Partito                                | Candidato                  | Risultati 7 giugno 2001 | Risultati 7 giugno 2001 |
| Partito                    | Partito                                | Candidato                  | Voti                    | %                       |
| -------------------------- | -------------------------------------- | -------------------------- | ----------------------- | ----------------------- |
|                            | Laburista                              | Joan Ruddock               | 18 915                  | 64,98                   |
|                            | Conservatore                           | Cordelia McCartney         | 3 622                   | 12,44                   |
|                            | Lib Dem                                | Andrew Wiseman             | 3 409                   | 11,71                   |
|                            | Verdi                                  | Darren Johnson             | 1 901                   | 6,53                    |
|                            | Alleanza Socialista                    | Ian Page                   | 1 260                   | 4,33                    |
|                            |                                        |                            |                         |                         |
| Iscritti                   | Iscritti                               | Iscritti                   | 60 275                  | 100,00                  |
| ↳ Votanti (% su iscritti)  | ↳ Votanti (% su iscritti)              | ↳ Votanti (% su iscritti)  | 29 107                  | 48,29                   |
| ↳ Astenuti (% su iscritti) | ↳ Astenuti (% su iscritti)             | ↳ Astenuti (% su iscritti) | 31 168                  | 51,71                   |
|                            |                                        |                            |                         |                         |
|                            | Esito: collegio confermato a Laburista |                            |                         |                         |

## Risultati dei referendum

### Referendum sulla permanenza del Regno Unito nell'Unione europea del 2016
|             | Collegio          | Lasciare UE % | Rimanere in UE % |
| ----------- | ----------------- | ------------- | ---------------- |
|             | Lewisham Deptford | 24,6%         | 75,4%            |
|             | Inghilterra       | 53,3%         | 46,7%            |
| Regno Unito | 51,9%             | 48,1%         |                  |